# Angel Blade
Angel Blade (яп. エンジェルブレイド Эндзэру Бурэйдо) — порнографическое аниме из трёх частей, снятое на студии Digital Works под руководством Масами Обари. Он также занимался дизайном персонажей. Масами Обари, режиссёр не порнографии, а мейнстрима, снял Angel Blade на более высоком бюджете, чем обычно для хентая.
Аниме представляет собой пародию на мангу Го Нагая Cutey Honey и Kekko Kamen. В 2004 году вышел сиквел Angel Blade — OVA под названием Angel Blade Punish!.

## Сюжет
Действие происходит в будущем. Жизнь на поверхности планеты Земля более невозможна из-за сильной загрязненности атмосферы. Люди живут в городах, расположенных над смогом, а внизу обитает раса мутантов. Однажды мутанты нападают на Город 69, который спасает главная героиня — Энджел Блейд (англ. «Лезвие ангела»), альтер эго обычной девушки Моэны.